# Ruminghem
Ruminghem è un comune francese di 1 563 abitanti situato nel dipartimento del Passo di Calais nella regione dell'Alta Francia.

## Idrografia
L'Aa, costituisce il confine nordest, e il fiume Liette, suo affluente, attraversa il comune. 
Vi ha origine il canale di Calais.

## Società

### Evoluzione demografica
Abitanti censiti